# Зильберхорн (Бернские Альпы)
Зильберхо́рн (нем. Silberhorn) — пирамидальная гора в Бернских Альпах, кантон Берн, Швейцария. Её высота — 3 300 метров над уровнем моря.

## География
Зильберхорн расположен с севера от горы Юнгфрау, фактически являясь вершиной в её отроге.

## Альпинизм
Восхождение на Зильберхорн обычно осуществляется в комбинации с восхождением на вершину Юнгфрау.

### История восхождений
Первое восхождение на Зильберхорн было совершено 4 августа 1863 года бернским геологом Эдмундом фон Фелленбергом (нем. Edmund von Fellenberg) и К. Бедекером (нем. K. Bädeker) с местными проводникам, Кристианом фон Алльменом (нем. C. von Allmen), Петером Михелем (нем. Peter Michel), Х. Бауманом (нем. H. Baumann), Петером Инебнитом (нем. Peter Inäbnit), Ф. Фуксом (нем. F. Fuchs) и Кристианом Лауэнером (нем. Christian Lauener).
Северо-западный гребень Зильберхорна (Хорнби-грат, нем. Hornby-Grat) был впервые пройден в 1865 году англичанами Джеймсом Джоном Хорнби (англ. James John Hornby) и Томасом Генри Филпотом (англ. Thomas Henry Philpott) с местными проводниками Кристианом Альмером (нем. Christian Almer), Ульрихом Альмером (нем. Ulrich Almer), Йоханом Бишофом (нем. Johann Bischoff) и Кристианом Лауэнером (нем. Christian Lauener).
В непосредственной близости от Зильберхорна расположены альпийские приюты Зильберхорнхютте (нем. Silberhornhütte, 2 663 м) и Роттальхютте (нем. Rottalhütte, 2 755 м).

## Зильберхорн в литературе
Джон Рональд Руэл Толкин написал в одном из своих писем в 1968 году, что Зильберхорн показался ему из кемпинга в Мюррене в 1911 году как «Силвертайн (Келебдил) моей мечты».